# جاهل‌ها و ژیگول‌ها
جاهل‌ها و ژیگول‌ها فیلمی به کارگردانی و نویسندگی حسین مدنی محصول سال ۱۳۴۳ است.

## داستان
دو گروه جاهل‌ها و ژیگول‌ها در محله دائماً با هم درگیر هستند...

## بازیگران
- عباس مصدق
- علی تابش
- محسن آراسته
- اکبر جنتی شیرازی
- عباس مهردادیان
- گرشا رئوفی
- محمد متوسلانی
- منصور سپهرنیا
- صنعان کیانی
- غفار رضایی
- مکوندی
- نجفی
- عمیدی
- خالصی
- وارطان
- سیتا
- داریوش اسدزاده
- منوچهر وثوق
- مژگان
- شمس
- پیرولی
- سونیا
- شراره
- سیلوانا
- هنگامه
- رفیع مددکار
- غلامی
- پایاب
- آرزمی
- ابراهیمی
- نوروزی
- مستانی
- بشیری